# BNP Paribas Masters 2007

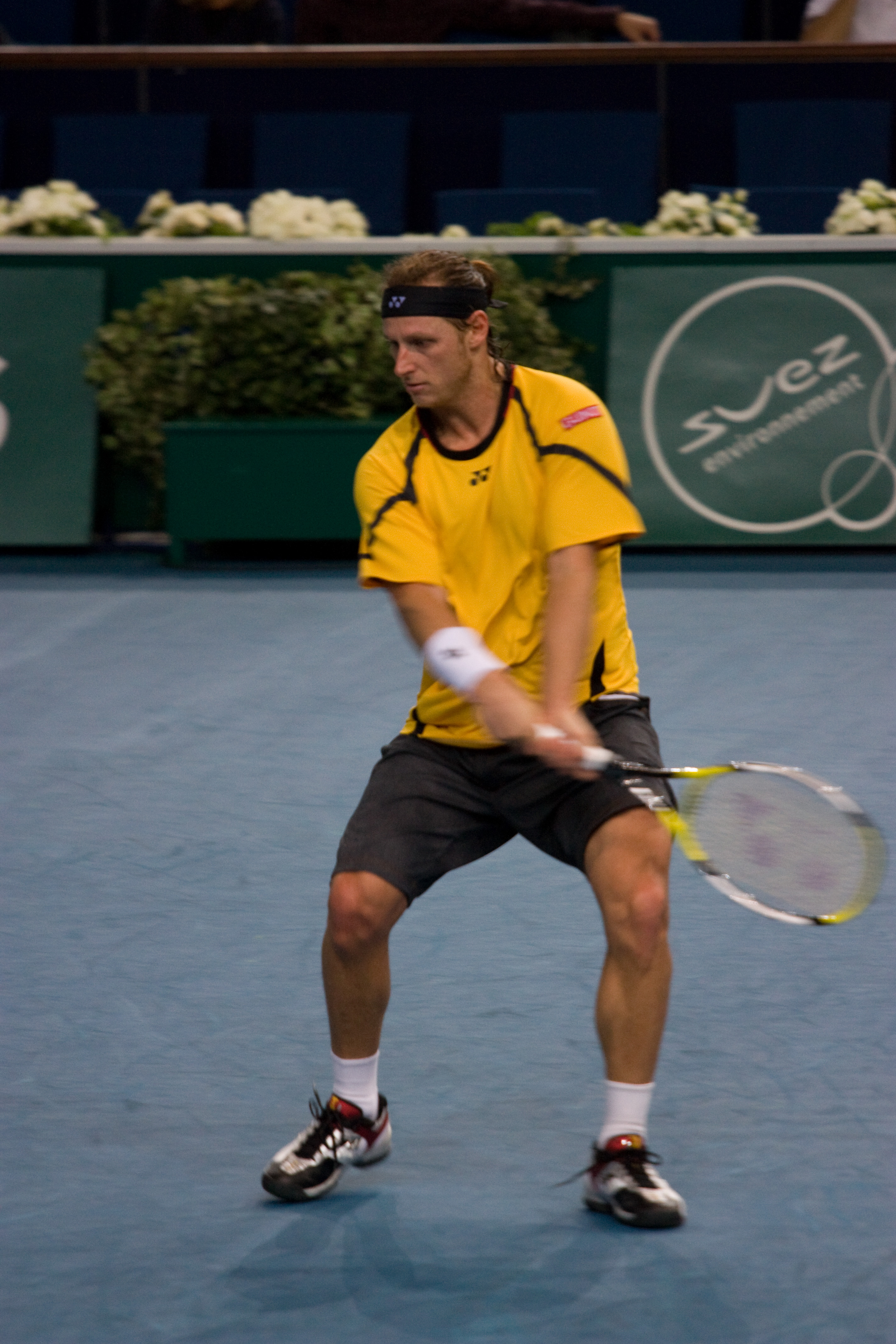
Чемпион одиночного турнира — Давид Налбандян из Аргентины.

BNP Paribas Masters 2007 — профессиональный теннисный турнир, в 36-й раз проводившийся в Париже, Франция на закрытых кортах с покрытием типа хард. Турнир имеет категорию Masters.
Соревнования были проведены с 27 октября по 4 ноября 2007.
Прошлогодними чемпионами являются:
- Одиночный турнир —  Николай Давыденко
- Парный турнир —  Арно Клеман /  Микаэль Льодра.

## Соревнования

### Одиночный разряд
Давид Налбандян обыграл  Рафаэля Надаля со счётом 6-4, 6-0.
- Налбандян выигрывает свой 2-й одиночный титул в сезоне и 7-й за карьеру в основном туре ассоциации.
- Налбандян выигрывает 2-й турнир категории Masters подряд.
- Надаль сыграл свой 9-й одиночный финал в сезоне и 29-й за карьеру в основном туре ассоциации.

### Парный разряд
Боб Брайан /  Майк Брайан обыграли  Ненада Зимонича /  Даниэля Нестора со счётом 6-3, 7-6(4).
- Братья Брайаны выигрывают 11-й совместный титул в сезоне и 44-й за карьеру в основном туре ассоциации. На этом турнире они побеждают в 2-й раз (до этого в 2005 году).